# Anna Amalia Bergendahl
Anna Amalia Bergendahl (* 24. Juni 1827 in Amsterdam; † 20. Mai 1899 ebenda) war eine niederländische Autorin, Verlegerin, Philanthropin und Abolitionistin.

## Leben
Anna Amalia Bergendahl wurde am 24. Juni 1827 in Amsterdam als Tochter von Christian Kroppelin Bergendahl (ca. 1790–1871) und Anna Maria Dannenberg (1789–1857) geboren. Ihr Vater war gebürtiger Däne und Steuermann der Handelsmarine. Sie hatte eine Schwester, Charlotta Christina Maria (1823–1894), die vermutlich an Bord geboren wurde. Sie blieb unverheiratet. Ihre Kindheit verbrachte sie im Ausland. Sie lebte in London und Manchester in England, in Deutschland und Brasilien. Ihre Eltern besaßen auch ein Haus in Amsterdam. Dort wurden Bruder Jens Christiaan (1825-nach 1862) und sie selbst geboren.
Schließlich zog die Familie zurück nach Amsterdam, wo ihre Eltern 1840 den Verein zur Hilfe gegen ehrliche und sorgfältige Armut gründeten. Als junges Mädchen half sie ihrer Mutter bei der Arbeit für den Verein und lernte dabei auch „mit begrenzten Mitteln viel zu erreichen“ (Christian Benevolence Yearbook 1859, 142). Sie besuchte auch die wöchentlichen „Winterabendvorträge“ von Isaäc da Costa, die von Da Costa persönlich moderiert wurden. Diese Vorträge über nationale Geschichte, biblische Themen usw. übten großen Eindruck auf sie aus und hatten „einen entscheidenden Einfluss“ auf ihren „Geist“, wie sie später in ihrem Nachruf auf Da Costa schrieb (ebd. 1861, 177–178).

### Philanthropin

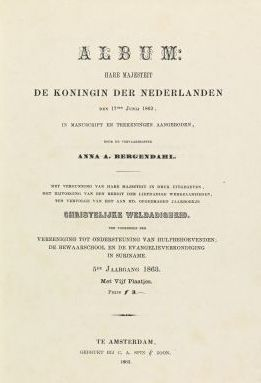
Titelblatt Album Hare Majesteit de Koningin der Nederlanden den 17den Junij 1862, in manuscript en teekeningen aangeboden, 1863

Das erste Werk einer Reihe selbst herausgegebener Sammlungen veröffentlichte Anna Bergendahl 1855 unter dem Titel Souvenir. In dieser Sammlung von Werken in Prosa und Gedichten, deren Erlös der Vereeniging Hulpbetoon zugutekam, fanden sich auch Beiträge von Jan Jakob Lodewijk ten Kate, Isaäc da Costa, Johanna Wilhelmina Albertina Kehrer, Hendrik Tollens und weiteren. Zudem veröffentlichte sie Jahresberichte über die Wohltätigkeitsorganisationen, für die sie sich engagierte, und rief auch immer wieder dazu auf, Geld für all diese Zwecke zu spenden. Um es den Spendern zu erleichtern für unterschiedliche Zwecke zu spenden, gab sie ihre Adresse an, mit der Zusicherung, dass das dort eingezahlte Geld und die Waren an den vorgesehenen Ort geliefert würden.
Für das dritte Jahrbuch 1861 verfasste sie einen Nachruf auf Isaäc da Costa, der im Jahr zuvor verstorben war. In dem Nachruf drückt sie ihre Bewunderung und Wertschätzung für Da Costa aus.
Hendrik Roelof de Breuk lernte sie 1860 kennen. Sie war von seiner Arbeit bei der Hollandsche Maatschappij voor Fraaije Kunsten beeindruckt und sah in ihm einen Seelenverwandten in Glaubens- und Wohltätigkeitsfragen. Mit seinem Tod im September 1861 endete jedoch ihre Korrespondenz. Sie schrieb einen emotionalen Nachruf über De Breuk und es scheint, dass De Breuks Tod sie sehr persönlich berührt hatte.
Eine weitere Initiative gründete Bergendahl 1863. Das Kleeding-Komitee befasste sich „insbesondere für bedürftige Schwangere“. Um Geld und Mitglieder zu gewinnen, veröffentlichte sie ein Guldens Jaarboek (1864), das einen Beitrag von Mienette van der Chijs enthielt. Es ist nicht bekannt, ob das Bekleidungskomitee seine Arbeit aufgenommen hat. Sie verfasste in den folgenden Jahren für viele Projekte und Initiativen Broschüren. Zudem machte sie Hausbesuche, vermittelte armen Müttern Arbeit und organisierte Lotterien mit dem Verein, bei denen die Preise oft aus den Produkten dieser Arbeitsversorgung bestanden. Meist waren es einfache Stick- und Näharbeiten. Sie organisierte Gebetstage und veröffentlichte regelmäßig Nachrichten über alle Arten von philanthropischen Aktivitäten in Zeitschriften und Zeitungen, um sie bekannt zu machen und Geld zu sammeln.

### Abolitionistin
Inspiriert durch das Beispiel der British Anti-Slavery Society gründete Anna Bergendahl 1856 das Dames-Comité ter Bevordering van de Evangelieverkondiging en de Afschaffing der Slavernij in Suriname. Über die Arbeit des Komitees berichtete sie im Nachdruck des Souvenir 1857. Das Damenkomitee mischte sich nicht in die politische Diskussion der Anti-Sklaverei-Bewegung ein, sondern konzentrierte sich auf die Befreiung von Sklaven. Nachdem ihre Mutter im Dezember 1857 starb gedachte Bergendahl ihr im Nachfolger von Souvenir, dem Jaarboekje Christelijke Weldadigheid 1859. Auch der Erlös dieses Jahrbuchs war für wohltätige Zwecke bestimmt. Sie übernahm als Co-Direktorin und Schriftführerin die Leitung des Vereins. Nachdem 1863 die Abschaffung der Sklaverei gesetzlich umgesetzt wurde, konzentrierte sich das Damenkomitee auf die Evangelisierung in Suriname. Einen abschließenden Überblick über die Aktivitäten des Komitees gab Bergendahl in „Ein Wort zur bevorstehenden Abschaffung der Sklaverei“ (1862).

## Spätere Jahre
Anna Bergendahl stellte nach 1970 für einige Jahre ihre Arbeit zurück, später erklärte sie dieses Schweigen in ihrer Sammlung „Gelegentliche und andere Gedichte“ von 1877. Es habe in ihrem Leben viele Umstände gegeben, angenehmer, aber auch unangenehmer Natur, die ihre Arbeit eingeschränkt hätte. Es wird vermutet, dass sie damit auf den Tod ihres Vaters 1871 anspielt, der sein Leben lang für die Vereeniging aktiv gewesen war. Auch ihr Bruder Jens Christian war offenbar nicht mehr in der Lage aktiv zu unterstützen, so blieb Anna Bergendahl mit ihrer Schwester Charlotta zurück, die wenn auch eher im Hintergrund immer für die gute Sache aktiv gewesen war. Auch im Vorstand des Vereins hatte es Probleme gegeben, so dass einige Mitglieder ausgetreten waren und einen eigenen Verein gegründet hatten.
Anna Bergendahl zog sich weiter zurück. 1879 veröffentlichte sie ein Gedicht anlässlich der Hochzeit des Königs und des Todes von Prinz Hendrik. Nach 1880 sind keine Schriften von ihr mehr erhalten. Im Jahr 1894 starb ihre Schwester Charlotte, mit der sie zusammen gelebt und das Haus mit ihr geteilt hatte. Fünf Jahre später, am 20. Mai 1899, starb Anna Amalia Bergendahl.

## Nachlass
Ihr Nachlass besteht aus zahlreichen Schriften, die ausnahmslos Teil ihrer Aktivitäten sind: Geldaufforderungen, Jahresberichte gemeinnütziger Vereine, Abrechnungen über die Verwendung von Geldern und Ähnliches, durchsetzt mit dramatischen Schilderungen von Missständen und menschlichem Elend. Ihre Gedichte waren auf ihren Lebenssinn ausgerichtet, Evangelisierung und Philanthropie. In ihren späten Jahren lautete ihr Motto: „Glaube, Hoffnung und Liebe“.